# جاده وولخونسکویه

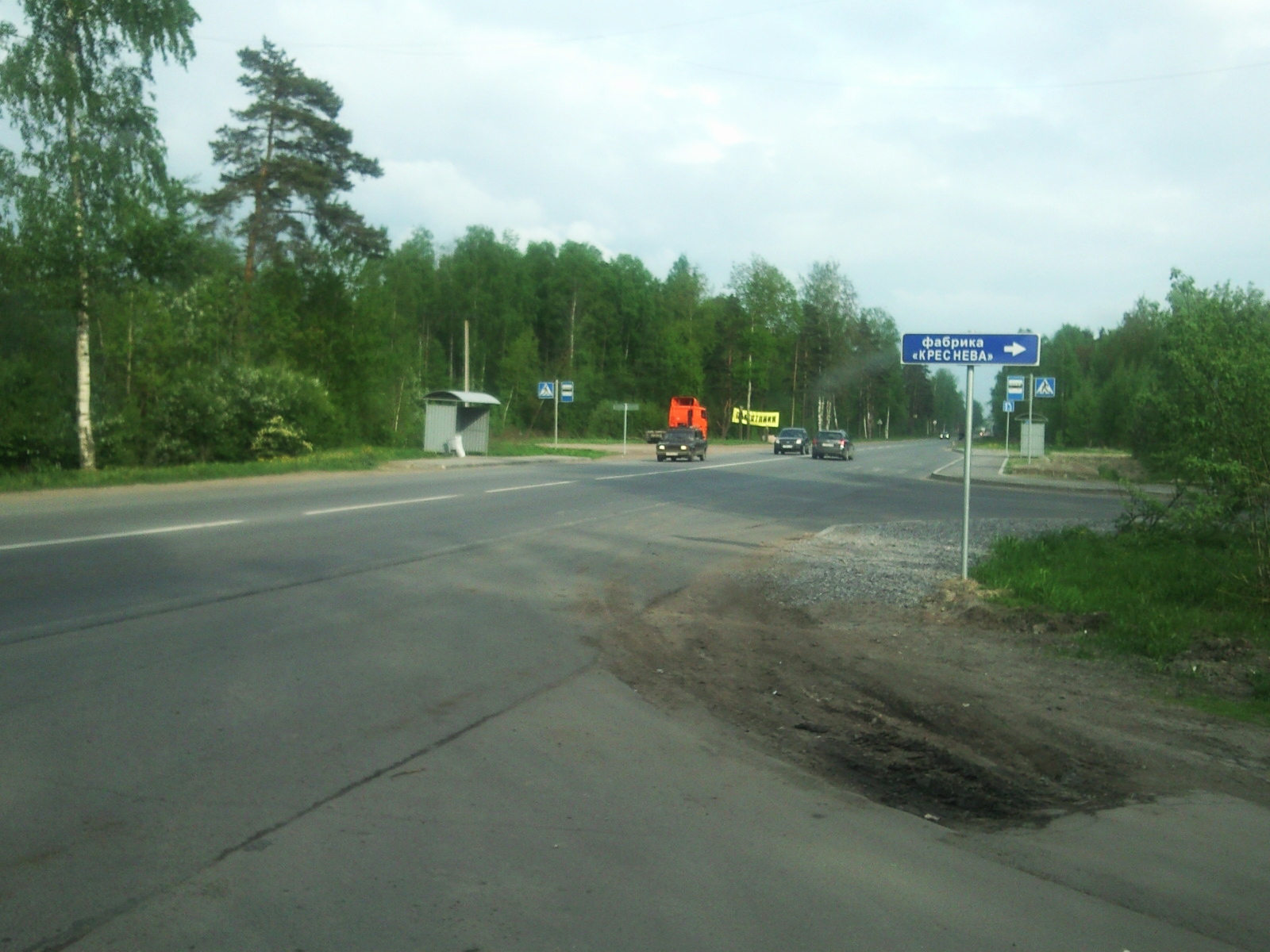

بزرگراه وولخونسکویه (به روسی: Волхонское шоссе) شوسه‌ای است که در جنوب غربی سن‌پترزبورگ و استان لنینگراد، در جنوب فرودگاه پولکوو قرار دارد. این شوسه از بزرگراه لنینگراد در روستای الکساندروفسکایا آغاز شده و به سمت شمال غرب تا بزرگراه سن‌پترزبورگ در روستای استرلنا امتداد دارد. طول این مسیر ۲۷٫۱ کیلومتر است.

## تاریخچه
این بزرگراه از سال ۱۸۴۵ به نام کنونی خود شناخته می‌شود. یکی از «جاده‌های امپراتوری» خارج از شهر بود که به عنوان مسیر مستقیم بین دو اقامتگاه امپراتوری، تسارسکویه سلو و پتروگوف، احداث شد. این شوسه از کراسنو سلو عبور می‌کند، جایی که پیش از جنگ جهانی اول اردوگاه‌های تابستانی هنگ‌های گارد قرار داشت و اغلب توسط امپراتورها بازدید می‌شد. پس از سال ۱۹۱۷، این مسیر به جاده‌ای معمولی با اهمیت محلی تبدیل شد. بعد از سال ۱۹۴۵، تقاطع ریلی در محل عبور از خط راه‌آهن بالتیک حذف شد و اکنون بزرگراه ولخونسکویه عملاً در استرلنا به پایان می‌رسد و با خیابان سویزی ادامه می‌یابد. بخش شمالی این بزرگراه پس از خط راه‌آهن بالتیک کاملاً رها شده و در برخی نقاط با درختچه‌ها پوشیده شده است، اما به‌صورت رسمی این بخش همچنان وجود دارد.
بزرگراه ولخونسکویه به عنوان مسیر رسمی دولتی برای عبور و مرور مقامات بلندپایه روسیه و میهمانان آن‌ها از فرودگاه «پولکوو» به کاخ کنستانتینوفسکی استفاده می‌شود. این مسیر از ولخونسکویه به بزرگراه کراسنوسلسکویه متصل شده و در تقاطع آن با خط راه‌آهن، پل روگذر ساخته شده است. در زمان‌هایی که کاروان‌های دولتی از این مسیر عبور نمی‌کنند، جاده به‌طور عادی مورد استفاده قرار می‌گیرد.

## مناطق و محله‌ها
بزرگراه ولخونسکویه از مناطق و محله‌های زیر در سن‌پترزبورگ عبور می‌کند (از شرق به غرب):
- پوشکین
- الکساندروفسکایا
- سرگیفو
- استرلنا
- پتروگوف